# 영국의 재무장관
국왕 폐하의 재무상 겸 하급대장관리자(Chancellor and Under-Treasurer of His Majesty's Exchequer)은 영국 정부의 고위 공직이다. 흔히 재무장관(Chancellor of the Exchequer)이라고 부르며, 대장부 수석장관 (Chief Secretary to the Treasury)과는 서로 다른 직책이자 그보다 상위 직책이다.
총리, 부총리에 이어 실질적 3인자다. 영국 재무부는 국가의 모든 경제-재무 관련 업무를 책임지며, 공화국가들의 재무부에 상응한다.
재무장관직은 앵글로색슨 잉글랜드 시절부터 있었던 재무부(Exchequer)의 후신으로, 영국에 현존하는 공직들 중 세 번째로 오래되었다.